# Пиріг тамале

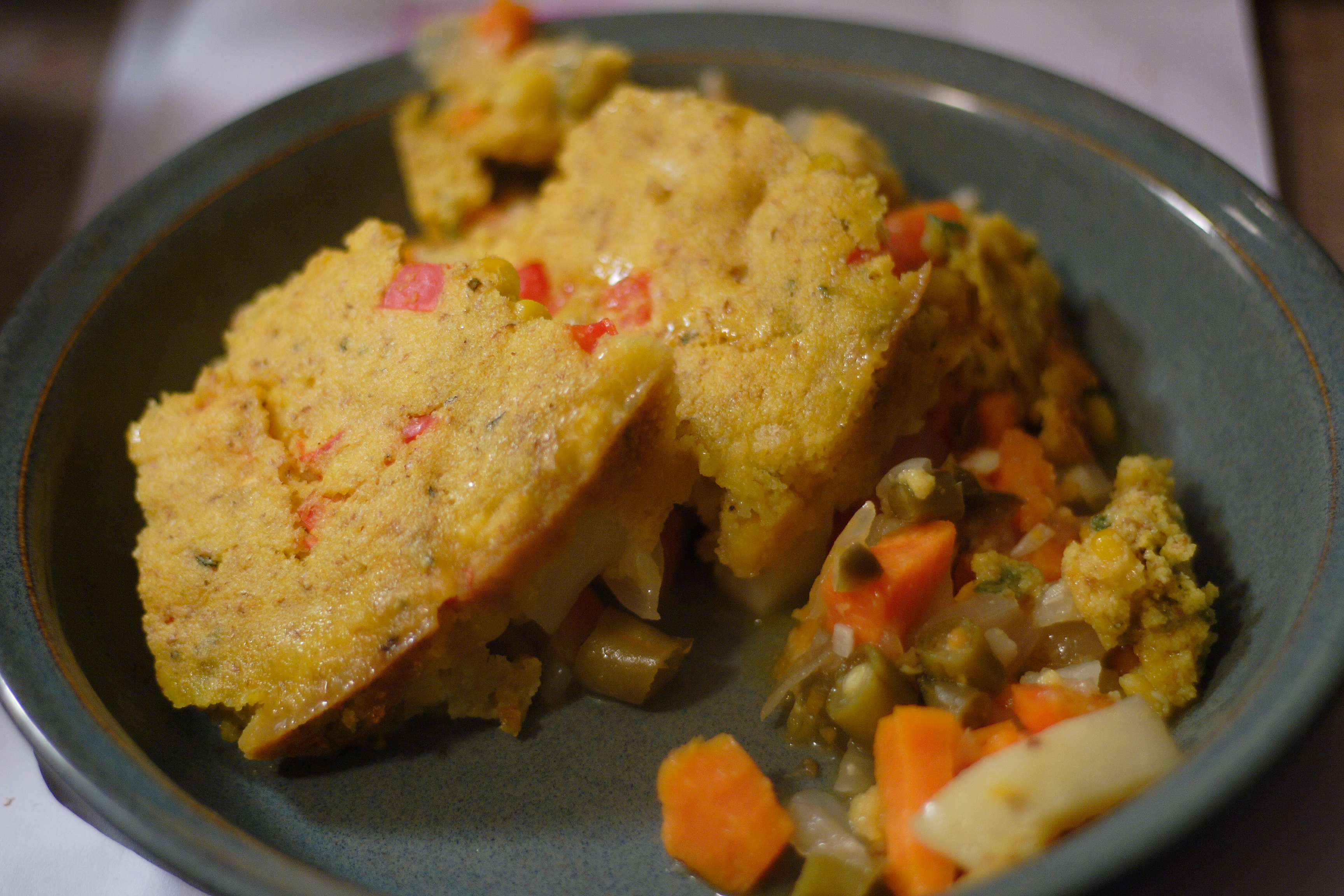
Порція пирога тамале

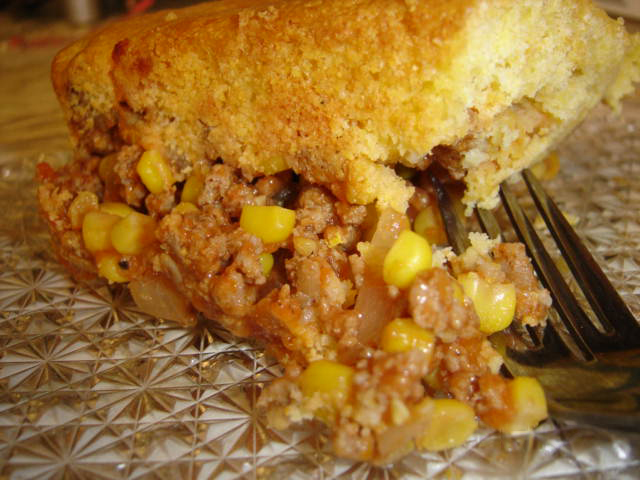
Вид зблизька порції пирога тамале

Пиріг тамале — пиріг і запіканка в кухні південно-західних штатів США. Його готують зі скоринки кукурудзяного борошна та інгредієнтів, які зазвичай використовуються для тамале. Його описують як комфортну їжу. Страва, винайдена десь на початку 1900-х років у США, можливо, походить з Техасу, а перший відомий опублікований рецепт датується 1911 роком.

## Огляд
Пиріг тамале готується з кукурудзяним коржем і типовою начинкою тамале, складеною в кілька шарів. Традиційно використовується яловичина, але її також можна приготувати з інших видів м'яса, таких як м'ясо курки та індички, а також можна приготувати як страву без м'яса. Хоча іноді їх називають мексиканською їжею, ці форми не популярні в мексикансько-американській культурі, в якій перевага надається індивідуально загорнутому стилю. Пиріг з тамале був описаний як «класика комфортної їжі» в книзі «The Ultimate Casseroles Book», виданій видавництвом Better Homes and Gardens.

### Інгредієнти та приготування
Інгредієнти, які використовуються, включають яловичину та яловичий фарш, свинину, чорізо, курку, квасолю, сир, кукурудзяне борошно, кукурудзу, вершкову кукурудзу, квасолю, чорні оливки, цибулю, часник, помідори, болгарський перець, перець чилі, сальсу, масло, приправи, такі як порошок чилі, сіль і перець. Можна використовувати стандартне дрібне кукурудзяне борошно, а також masa harina, борошно для тортильї на основі кукурудзи. Сир може бути використаний для покриття страви або всередині пирога. Страва зазвичай запікається в духовці. Як гарнір використовують сир, нарізані помідори, скибочки авокадо, кінзу та оливкову олію.

## Історія
Пиріг тамале був винайдений десь на початку 1900-х років у США, а приблизно в середині 1910-х років страва була включена в навчальні програми деяких класів домашньої економіки в американських середніх школах. Можливо, ця страва походить з американського штату Техас. У виданій 1983 року «Енциклопедії американської їжі та напоїв» стверджується, що перший опублікований рецепт пирога тамале датується 1911 роком. Рецепти страв у цьому стилі публікувалися і до того. У книзі The Capitol Cook Book 1899 року, опублікованій в Остіні, штат Техас, містився рецепт подібного горщикового пирога, приготованого з кіркою з пшеничного борошна на верхній частині страви, а в книзі The Times Cook Book № 2 1905 року, виданій газетою Лос. Angeles Times, міститься рецепт запіканки з «скоринками кукурудзяного борошна зверху та знизу». В іншій кулінарній книзі, опублікованій приблизно під час Першої світової війни, є рецепт пирога тамале, в якому зазначено, що страву можна використовувати для економії пшениці.